# Infanteriedivisie Döllersheim
De Infanteriedivisie Döllersheim was een Duitse infanteriedivisie tijdens de Tweede Wereldoorlog. De divisie werd opgericht en alweer opgeheven voor de oprichting compleet en afgesloten was. Dit was een zogenaamde Schattendivisie (schaduwdivisie). Schattendivisies werden getraind "in de schaduw" van reguliere divisies, en werden als versterking ingezet als de oorspronkelijke divisie verliezen leed. Dergelijke divisies werden doorgaans vernoemd naar hun locatie, meestal hun oefenterrein.

## Geschiedenis
De Infanteriedivisie Döllersheim werd opgericht op 3 augustus 1944 op Oefenterrein Döllersheim in Wehrkreis XVII als onderdeel van de 31. Welle. Echter, alvorens de oprichting afgesloten was, werd deze afgebroken op 26 augustus 1944. De onderdelen, die al gevormd waren, werden gebruikt voor de oprichting van de 564e Volksgrenadierdivisie. 

## Commandanten
| Rang | Naam | Begin           | Eind             |
| ---- | ---- | --------------- | ---------------- |
|      | ??   | 3 augustus 1944 | 26 augustus 1944 |

## Samenstelling
- Grenadier-Regiment Döllersheim 1
- Grenadier-Regiment Döllersheim 2
- Artillerie-Abteilung
- Pionier Bataillon
- Panzerjäger Kompanie